# Editrice Nord
Editrice Nord (cu sensul de Editura Nord) este o editură italiană din Milano. Fondată în 1970, face parte din Gruppo editoriale Mauri Spagnol din 2005.
În 1970 a fost fondată de Gianfranco Viviani cu scopul de a apropia cititorii în limba italiană de science fiction și fantezie, două genuri literare la acea vreme aproape absente în librăriile din Italia.

## Serii principale de volume
- Cosmo (1970-2007), 340 volume
- Cosmo Oro (1970-2003), 202 volume
- Fantacollana (1973-2008), 208 volume
- SF Narrativa d'Anticipazione (1973-1989), 46 volume
- Grandi Opere Nord (1976-2002), 35 volume
- Narrativa Nord (1989-2009), 376 volume
- Tascabili Fantascienza (1991-1998), 48 volume
- Biblioteca Cosmo (2005-2009), 25 volume

## Volume publicate înSF Narrativa d'Anticipazione
1. Stanisław Lem, Solaris (Solaris, 1961), 1973
2. R. A. Lafferty, Quarta fase (Fourth Mansions, 1969), 1974
3. Charles G. Finney, Il circo del dottor Lao (The Circus of Dr. Lao, 1935), 1974
4. John Brunner, Il gregge alza la testa (The Sheep Look Up, 1972), 1975
5. Robert Silverberg, Oltre il limite (antologie personală, Born with the Dead 1974, Thomas the Proclaimer 1972), 1975
6. Ursula K. Le Guin, I reietti dell'altro pianeta (The Dispossessed. An Ambiguous Utopia 1974), 1976
7. Alfred Bester, Connessione computer (The Computer Connection, 1975), 1976
8. Philip K. Dick, Episodio temporale (Flow My Tears, the Policeman Said, 1974), 1976
9. John Brunner, Tutti a Zanzibar (Stand on Zanzibar, 1968), 1976
10. David G. Compton, L'occhio insonne (The Unsleeping Eye, 1974), 1976
11. Ursula K. Le Guin, La soglia (The Beginning Place, 1980), 1981

## Legături externe
- http://www.editricenord.it/

## Vezi și
- Științifico-fantasticul în Italia
- Listă de edituri de literatură științifico-fantastică
- Listă de edituri de literatură fantastică